# Титуларни архијереј
Титуларни архијереј (грч. τιτουλάριος ἐπίσκοπος) или насловни владика носилац је архијерејског чина са титулом чији топонимски део не означава стварну епархијску службу у дотичном месту, већ се по правилу односи на неку бившу (угашену) епископију или на претходну службу умировљеног јерарха у његовој бившој епархији. Титуларни јерарси постоје у разним хришћанским заједницама. Тако у Православној цркви постоје титуларни епископи, митрополити, архиепископи и патријарси, док у Римокатоличкој цркви постоје титуларни бискупи, надбискупи, метрополити и патријарси.
У пракси Православне цркве, постављање титуларних архијереја дошло је до посебног изражаја у периоду између 6. и 9. века, када су бројне епархије широм Блиског Истока и Југоисточне Европе уништене под налетом страних освајача (Арапа, Авара, Словена). У циљу очувања јерархијске баштине изгубљених епархија, византијске државне и црквене власти су након смрти избеглих архијереја потенцирале избор њихових наследника у избеглиштву, са титулама које су се односиле на разорене епархије. Таквим титуларним јерарсима су по правилу додељиване друге црквене службе.
У данашњој пракси, титуларном јерарху се најчешће поверава служба викарног архијереја у некој епархији, где служи као помоћник надлежног епархијског архијереја. Тако је на пример 1910. године Варнава (Росић) био хиротонисан за титуларног главиничког епископа, а потом је потављен на службу викарног јерарха у тадашњој Велешко-дебарској епархији.
Таква пракса није била честа у старијој историји Српске православне цркве, а шире се одомаћила током 20. века. Тако је непосредно након обнове јединства СПЦ (1920) донета одлука да се новоизабраном владици Максимилајну (Хајдину) додели титула: епископ Сремске Митровице, што је учињено поводом његовог постављења на службу викарног епископа у Сремској епархији.
У православним црквама, умировљеним јерарсима се уз задржавање архијерејског чина по правилу признаје и почасна употреба титуле која се односи на њихову ранију епархију, са додатком прежде бивши или им се додељује друга почасна титула, која се односи на неку историјску архијерејску катедру. Тако је на пример српски патријарх Герман (Ђорић) након одступања са патријаршијског престола и одласка у пензију (1990) задржао право на почасну употребу титуле прежде бившег српског патријарха. За разлику од такве традиционалне праксе, која није спорна, на критике у богословским круговима наишла је новија појава да се титуларни архијереји креирају и без постављања на било какву стварну пастирску службу (на пример, без постављања на дужност викарног јерарха у некој епархији), што се сматра супротним еклисиолошком поретку Православне цркве.